# Lactarius tabidus
Espèce
Synonymes
- Lactarius mitissimus var. tabidus (Fr.) Quél.[2]
- Lactarius subdulcis var. tabidus (Fr.) Quél.[2]
- Lactarius theiogalus sensu auct. mult.[2]
- Lactifluus tabidus (Fr.) Kuntze[2]